# Duplexweiche

Frequenzplan der Duplex-Gegenstellen

Relaisstation nutzt Duplexbetrieb

Duplexweiche als passiver Tiefpass-Hochpass-Filter

Eine Duplexweiche wird bei duplexfähigen Funkgeräten verwendet, um die Funkantenne gleichzeitig an Sender und Empfänger anzuschalten. Voraussetzung ist die Verwendung eines Duplexkanals, also eines Frequenzpaares, bei der Sende- und Empfangsfrequenz um einen festen Duplexabstand versetzt sind. Diese beiden Frequenzen heißen dann Ober- und Unterband.
Einige beispielhafte Funkanwendungen, welche unter anderem Duplexweichen verwenden können, sind:
- Amateurfunkdienst
- Betriebsfunk
- BOS-Funk
- Analoger Zugbahnfunk
- Seefunk
- Historische Funktelefonnetze wie in Deutschland das A-Netz, B-Netz und C-Netz

Wegen ihrer Größe wird eine Duplexweiche in der Regel nur in Feststationen oder in eingeschränkt tragbaren Mobilfunkgeräten eingebaut.
Im BOS-Funk ist in den Mobilfunkgeräten (FuG-8b und FuG-9b) zur Erhöhung der Flexibilität der Funkanwendung die Weiche nicht fest an Sender oder Empfänger gekoppelt. Durch eine Relaisschaltung kann so je nach gewählter Betriebs- und Verkehrsart die Weiche umgeschaltet werden. Diese vier Schaltungen sind möglich:
| Abkürzung | Funktion                  | Beschreibung |
| --------- | ------------------------- | --- |
| W/U       | Wechselsprechen Unterband | Sender und Empfänger benutzen abwechselnd den Unterband-Ausgang der Duplexweiche. Das Gerät arbeitet gar nicht im Duplexbetrieb, sondern im Simplexbetrieb (z. B. an der Einsatzstelle). |
| W/O       | Wechselsprechen Oberband  | Sender und Empfänger benutzen den Oberband-Ausgang der Weiche. |
| G/U       | Gegensprechen Unterband   | Sender im Unterband, Empfänger im Oberband |
| G/O       | Gegensprechen Oberband    | Sender im Oberband, Empfänger im Unterband |

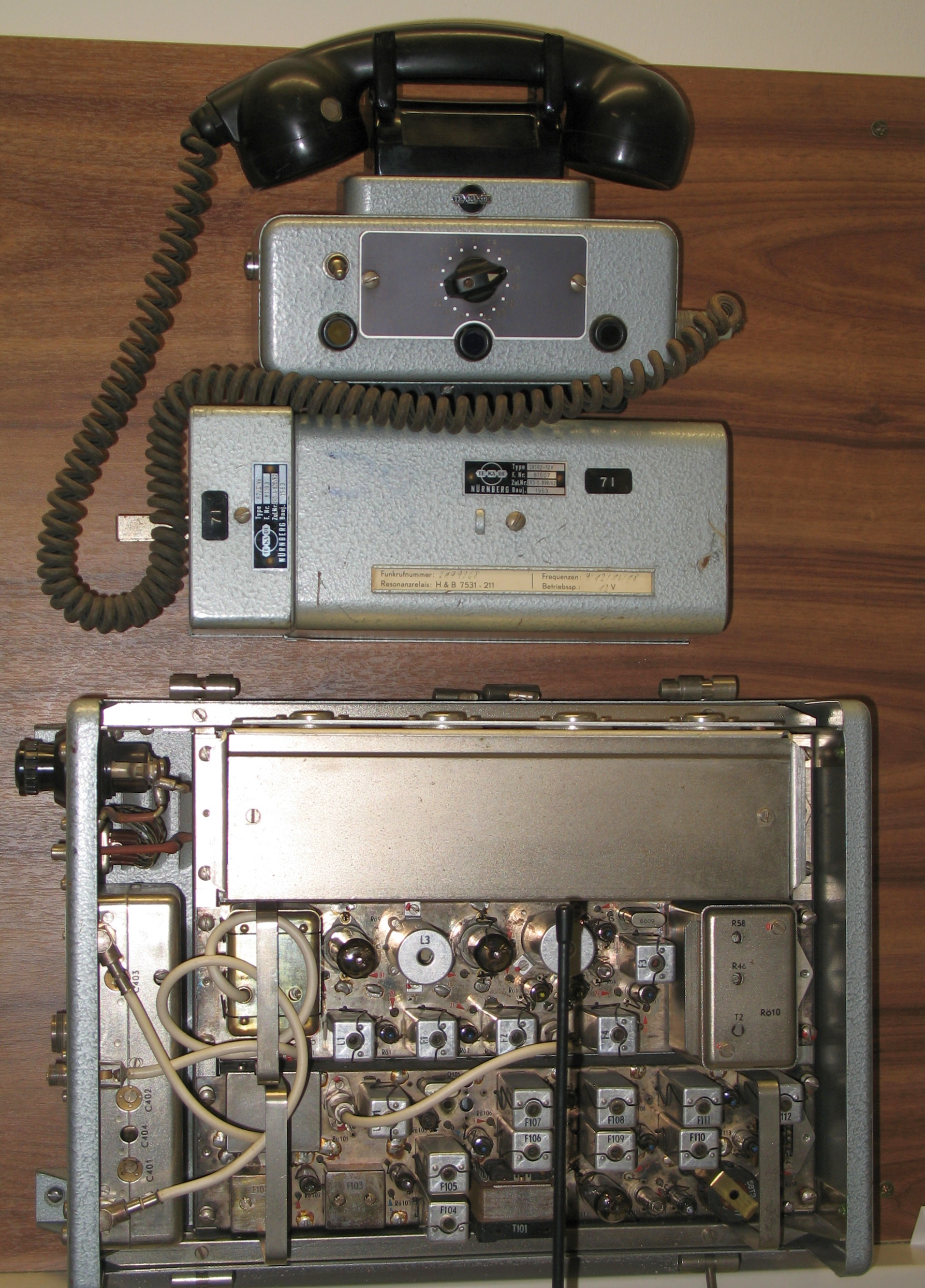
Historisch: geöffnetes A-Netz-Funktelefon mit Duplexweiche, Sender- und Empfängerbaugruppen
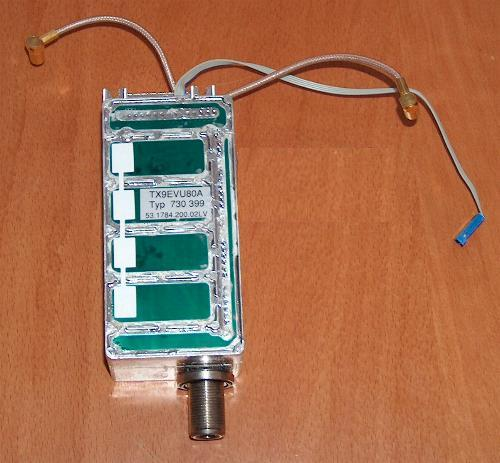
BOS-Duplexweiche aus AEG Teledux-9-80. Oben je ein Koaxialkabel für Sender und Empfänger, über das Flachkabel Umschaltung der Betriebsart, unten Antennenausgang
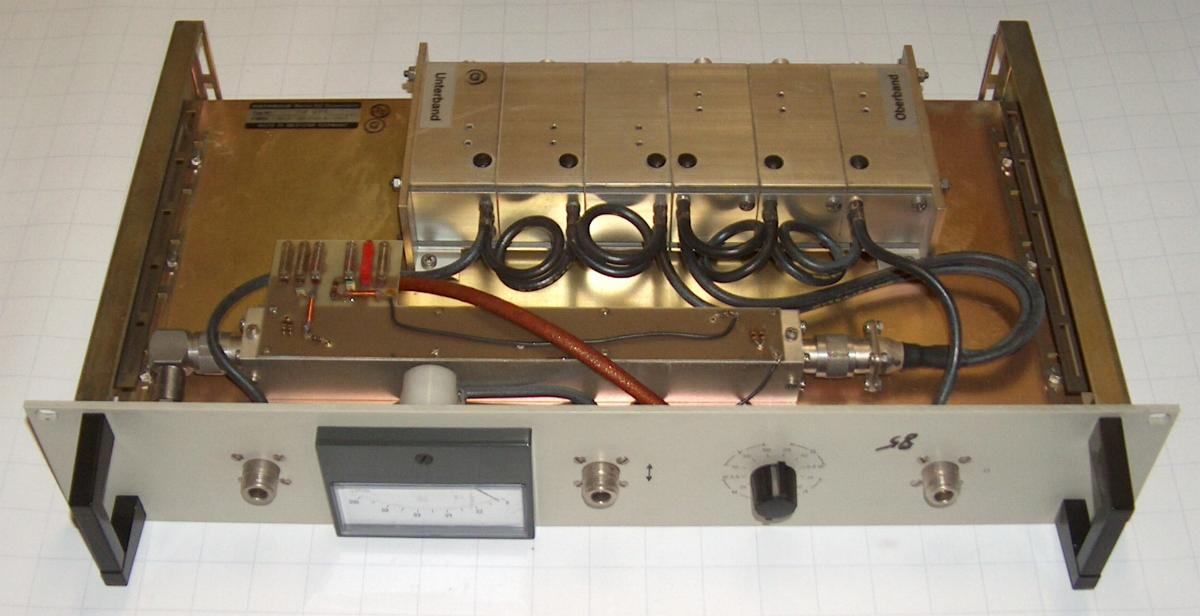
VHF-Feststationweiche für 19"-Schrank mit internem Reflektometer und Stehwellenmessgerät auf der Frontplatte, Fabr. Kathrein
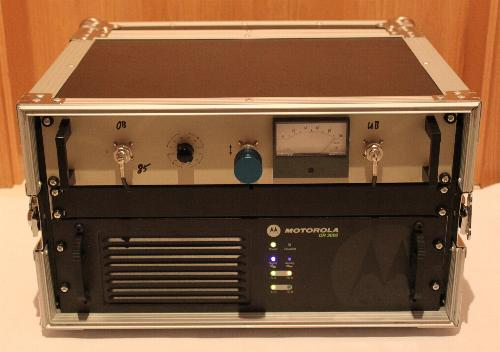
Motorola Mototrbo Relais DR3000 mit Antennenweiche einsatzbereit in Flightcase montiert